# Społecznościowe finansowanie udziałowe
Społecznościowe finansowanie udziałowe (ang. equity crowdfunding, crowdfunding udziałowy, crowdinvesting) − rodzaj finansowania społecznościowego. Forma finansowania działalności przedsiębiorstw, w której potrzebny kapitał zapewniają małe wpłaty od wielu osób. Inwestorzy w zamian za wpłaty otrzymują akcje spółek. Projektodawcy mogą prezentować swoje pomysły na platformach crowdfundingowych i tam zbierać na nie środki.
Model udziałowy finansowania społecznościowego jest jednym z trzech obok „nagrodowego” (reward-based crowdfunding), w którym wspierający projekt mogą liczyć na określone nagrody — oraz modelu dłużnego, pożyczek społecznościowych dla biznesu (lending crowdfunding), w którym przedsiębiorca pożycza pieniądze na swój projekt od grupy pożyczkodawców. Społecznościowe finansowanie udziałowe jest poniekąd hybrydą rozwiązania pierwszego z drugim. Sprawia, że osoby inwestujące w projekt otrzymują zwrot kapitału zależny od zysków, jakie produkt przyniesie firmie. Jeżeli okaże się porażką, udziałowcy poniosą stratę. Jeśli zaś będzie sukcesem, udziałowcy otrzymają zwrot z inwestycji adekwatny do poziomu sukcesu. Rynek crowdfundingu udziałowego nie jest konkurencją dla Giełdy Papierów Wartościowych ani rynku NewConnect — nie jest możliwe zebranie taką drogą funduszy porównywalnych z tradycyjnym rynkiem kapitałowym.

## Cechy społecznościowych emisji udziałowych
Podstawowym problemem dla firm znajdujących się we wczesnej fazie istnienia może być niewystarczający poziom dostępnego kapitału. Generalną tego przyczyną może być słabo rozwinięty rynek finansowy, niekorzystne warunki gospodarcze, regulacje prawne lub uwarunkowania polityczne i wynikające z nich bariery dla przepływu kapitału. Pojawia się wówczas luka finansowa, hamująca rozwój gospodarki — czyli asymetria w podaży kapitału w formie pożyczek i preferencyjnych kredytów dla firm a popytem zgłaszanym na nie przez przedsiębiorców.
Rozwiązaniem dla działalności przedsiębiorstw jest finansowanie zewnętrzne. Jednak to w formie kredytu bankowego jest niedostępne dla początkujących firm bez dochodu i majątku. Podobnie jak wejście na giełdę, która wymaga osiągnięcia pozycji rynkowej lub aktywów. Dlatego jedyną szansą dla wartościowych i zyskownych projektów jest poszukiwanie kapitału osiągalnego kanałami alternatywnymi. Inwestycje te charakteryzują się wysokim ryzykiem, jednak towarzyszy mu potencjalnie bardzo wysoka stopa zwrotu. Takim alternatywnym źródłem finansowania są najczęściej fundusze seed i venture capital, aniołowie biznesu oraz społecznościowe finansowanie udziałowe. Dzięki zaangażowaniu społeczności wiele młodych firm może pozyskać kapitał w początkowym okresie działalności, co pozwoli im w pełni rozwinąć swój potencjał.
Crowdfunding udziałowy bazuje na nowym typie inwestora — osobach, które chcą wesprzeć projekt myśląc o potencjalnych przyszłych zyskach, ale ryzykując niewielką ilość pieniędzy. Minianioł biznesu ma dostęp do aktualnych projektów inwestycyjnych, a dzięki niskim kwotom wejścia w poszczególne spółki ryzyko rozproszone jest na wiele osób, a każda z nich inwestując w różne projekty dywersyfikując własne ryzyko niepowodzenia.” Podczas gdy do zainwestowania w start-up trzeba posiadać 100-200 tysięcy złotych, dzięki platformie crowdfundingowej graczem rynkowym można stać się inwestując już kilkaset złotych. Inwestycje na platformach są dostępne od kilkudziesięciu złotych.
Niosąc ze sobą małe ryzyko biznesowe crowdfunding udziałowy jest korzystny dla początkujących inwestorów. Emitent powinien sprawnie zareklamować pomysł internautom, przekonać do niego i zebrać ustaloną kwotę. Tą drogą może również bezpłatnie zweryfikować swoje plany biznesowe. Crowdfunding udziałowy angażuje kapitał społeczny, umożliwiając bycie inwestorem każdemu. To najszybciej rosnące źródło finansowania startupów.
Crowdfunding udziałowy wspiera młode spółki również w kolejnych rundach finansowania. Dla wielu przedsiębiorców posiadanie wielu drobnych, rozproszonych akcjonariuszy jest korzystną polityką. Mechanizm podobny jest do giełdy. Natomiast przy finansowaniu private equity kluczowi inwestorzy, jak fundusze venture, mają większy wpływ na spółkę lub ją kontrolują i stawiają warunki. Przy czym profesjonalni inwestorzy będą wpływać na spółkę, oferować wiedzę i doświadczenia, które mają zwiększając w ten sposób szansę jej sukcesu. Crowdfunding udziałowy pozwala na budowanie więzi między inwestorem a spółką, a także zaangażowanie inwestorów w życie spółki, łącznie z doradzaniem i promowaniem, inaczej niż przy zakupach akcji dojrzałych firm przez drobnych inwestorów. A ponadto instrument crowdfundingu przychodzi z pomocą, gdy fundusz inwestycyjny czy publiczny inwestor stawia warunek zdobycia przez początkującą firmę części kapitału z innych źródeł.

## Zasady działania platform
Zbiórki społecznościowego finansowania udziałowego są przeprowadzane w formie emisji na specjalnej platformie internetowej. Posiadając działający biznes i spółkę, jej właściciel może dokonać emisji akcji lub udziałów w spółce na wybranej platformie, która odgrywa rolę pośrednika. Szukający środków na realizację swojego pomysłu rejestruje się na platformie, opisuje produkt lub usługę, oraz zespół, dodając ewentualnie film promocyjny i zamieszcza projekt na platformie. Załączając biznesplan przedstawia argumentację, dlaczego warto zainwestować w jego projekt. Określa minimalny fundusz, który pomoże osiągnąć założone cele biznesowe, po czym określa czas na zebranie funduszy — zazwyczaj od jednego do trzech miesięcy. Istotne jest określenie korzyści, jakie osiągną osoby, które zdecydują się finansowo wesprzeć projekt. Często zaoferowane bonusy są proporcjonalne do kapitału, który przeznacza poszczególny inwestor.
Projekt pojawia się na platformie, podczas gdy wpłacane nań pieniądze są gromadzone na koncie emitenta, natomiast na profilu projektu jest zamieszczony aktualizowany na bieżąco licznik zgromadzonych środków. Społeczność platformy przegląda oferty, analizuje i dokonuje wyborów. Dopiero gdy spółka zgromadzi minimalną określoną wysokość kapitału w wyznaczonym czasie, środki mogą zostać wypłacone przez autora projektu. Jeśli nie – są zwracane na rachunki inwestorów.

### Funkcja equity crowdfundingu
Sektor gospodarki społecznościowej ma być odpowiedzią na potrzeby nowoczesnego społeczeństwa, w którym aplikacje mobilne pozwalają zamówić transport lub żywność, a portale internetowe pomagają pozyskać kapitał. Przy czym uczestnicy polskiego rynku kapitałowego zauważają, że duże inwestycje w młode firmy są rzadkością. Projekty grzęzną w fazie weryfikacji, a zawodowi inwestorzy wolą wykorzystywać publiczne środki, czekając na kolejne konkursy. Co działa na niekorzyść wciąż rozwijającego się rynku kapitałowego wczesnych faz, dlatego instrument społecznościowego finansowania udziałowego stwarza szansę na pozyskanie kapitału na rozwój w krótkim czasie i bez konieczności akceptacji warunków transakcyjnych mogących mocno ograniczać rozwój spółki.
Niemniej zwolennicy equity crowdfundingu przekonują, iż jest to najbardziej efektywna forma finansowania startupów. Umożliwia ona inwestowanie małych kwot w innowacyjne przedsięwzięcia, budując innowacje dzięki małym kwotom pozyskiwanym od dużej ilości inwestorów, co sprawia, że ryzyko inwestycyjne jest rozproszone. Przy okazji jest to weryfikacja pomysłów na biznes — wszelkie niedociągnięcia ujawniają się, gdy dany projekt nie jest w stanie zebrać funduszy.
W zależności od przyjętego modelu, w każdej zbiórce zakończonej sukcesem platformy pobierają prowizję od zgromadzonego, zadeklarowanego kapitału lub zebranej kwoty, która przekroczyła określony próg. Dodatkowo autor projektu pokrywa koszty prowizji systemów płatniczych. Takie koszty mogą skutecznie obniżyć rentowność przedsięwzięcia.

### Obrót akcjami
W obecnym kształcie rynek społecznościowego finansowania udziałowego nie jest giełdą utrzymującą płynność. Akcjonariusze mogą legalnie obracać akcjami nabytymi w emisjach crowdfundingowych, jednak znalezienie kupca leży w gestii samego sprzedającego. Przy czym w społeczności akcjonariuszy funkcjonuje system wymiany informacji — gdy kilkaset osób posiada akcje jednej spółki, jej sukces daje perspektywę odkupienia akcji przez potencjalnego inwestora. Wykup może również nastąpić, gdy spółka wygeneruje zysk, do którego mają prawo akcjonariusze, a także przez samą spółkę lub inwestora strategicznego, który może przy tym wprowadzić taką spółkę na rynek NewConnect lub GPW.
Zysk z inwestycji w młodą spółkę może przyjść nawet po pięciu-ośmiu latach. W przypadku bardziej dojrzałych może to nastąpić szybciej. Wartość zwrotu, podobnie jak na rynku kapitałowym, może być różna — od 120 procent, w innym, jeśli się np. okaże, że spółka trafiła na świetny trend albo stworzyła znakomitą technologię i nie ma konkurencji — 1000 procent zwrotu z inwestycji. Przykładami emisje spółek: brytyjskiej Revolut (1900 procent zwrotu) oraz BrewDog (2765 procent zwrotu).

### Społeczne finansowanie nieruchomości
Crowdfunding nieruchomościowy (real-estate crowdfunding) jest młodą odmianą finansowania społecznościowego za udziały. Polega na zakupie udziałów w spółkach realizujących inwestycje deweloperskie, zakup gruntów lub zakup i wynajem lokali mieszkaniowych.